# Dorylus erraticus
Dorylus erraticus är en myrart som först beskrevs av Smith 1865.  Dorylus erraticus ingår i släktet Dorylus och familjen myror. Inga underarter finns listade i Catalogue of Life.